# Andrea Sixtos
Pour les articles homonymes, voir Andrea et Sixtos.
Andrea Sixtos, née le 2 mai 1990 en Californie, est une actrice américaine.

## Biographie
Andrea Sixtos est principalement connue pour son rôle de Jocelyn Reyes dans la série télévisée East Los High.

## Filmographie
- 2006 : Echo Park, L.A.
- 2006 : Ned's Declassified School Survival Guide (série télévisée) : Doug Girl #1
- 2007 : She Wore a Yellow Scrunchy (court métrage) : Lili
- 2007 : In Between (court métrage) : Sara
- 2009 : The Cleaner (série télévisée) : la fille sexy
- 2010 : Saving Grace (série télévisée) : Bianca Menendez
- 2011 : Rendezvous (court métrage) : Ashley
- 2012 : Sunset Stories : June
- 2012 : The Amazing Spider-Man : Sharisse
- 2013 : Chirp: The Series (série télévisée) : Victoria Cortez
- 2015 : There Is Another Sky (court métrage) : Toya
- 2016 : Colony (série télévisée) : Teresa
- 2016 : Redemption Process (téléfilm)
- 2016 : Dead Bullet : Cheyenne Rivera
- 2017 : The SweetSpot (court métrage) : Diana Nuez
- 2014-2017 : East Los High (série télévisée) : Jocelyn Reyes (30 épisodes)
- 2018-2019 : Arrow (série télévisée) : Zoe Ramirez, adulte (8 épisodes)
- 2018 : Greatness Within (téléfilm) : Bella Romero
- 2019 : West LA (téléfilm) : Kim Mackenzie
- 2019 : The Uprising : Amanda Vargas
- 2019 : Idyll (court métrage) : Vera
- 2019 : Blue Call : Gina Rodriguez